# Ramsø Mose
Ramsø Mose este o arie protejată (arie de protecție specială avifaunistică — SPA) din Danemarca întinsă pe o suprafață de 215 ha, integral pe uscat.

## Localizare
Centrul sitului Ramsø Mose este situat la coordonatele 55°34′52″N 12°02′22″E / 55.581111°N 12.039444°E.

## Înființare
Situl Ramsø Mose a fost declarat arie de protecție specială avifaunistică în mai 1983 pentru a proteja 3 specii de animale.

## Biodiversitate
Situată în ecoregiunea continentală, aria protejată nu include niciun habitat protejat.
La baza desemnării sitului se află mai multe specii protejate de  păsări (3): ciuf de câmp (Asio flammeus), chirighiță neagră (Chlidonias niger), erete de stuf (Circus aeruginosus).